# F Liberal (F-43)
La fragata Liberal (F-43) de la Marinha do Brasil es una fragata de la clase Niterói. Fue puesta en gradas en 1975, botada en 1977 y asignada en 1978. Es la cuarta nave de la marina brasilera con el nombre Liberal.

## Construcción
Construida por Vosper Thornycroft Ltd. (Woolston, Hampshire, Inglaterra), fue puesta en gradas el 2 de mayo de 1975, botada el 7 de febrero de 1977 y asignada el 18 de noviembre de 1978.

## Historia de servicio
A lo largo de su vida operativa ha participado de numerosos ejercicios y operativos junto a otras unidades de la marina brasilera y marinas extranjeras.